# كفر أبو العودين
قرية كفر أبو العودين هي إحدى القرى التابعة لمركز بني مزار بمحافظة المنيا في جمهورية مصر العربية. حسب إحصاءات سنة 2006، بلغ إجمالي السكان في كفر أبو العودين 7457 نسمة، منهم 3624 رجلا و3833 امرأة.